# Stertinius kumadai
Stertinius kumadai är en spindelart som beskrevs av Logunov, Ikeda, Ono 1997. Stertinius kumadai ingår i släktet Stertinius och familjen hoppspindlar. Inga underarter finns listade i Catalogue of Life.